# Мапрекон (издателство)
„Мапрекон“ е руско издателство, основано през 1991 г. в Ростов на Дон от писателя Игор Бондаренко.

## История
Издателство „Мапрекон“ е създадено в Ростов на Дон през 1991 г. на базата на издателски кооператив „Април“. И кооперативът, и издателството са основани от писателя Игор Бондаренко с хонорари за книгите му, публикувани в Москва и Ростов на Дон в периода от 1989 до 1991 г. Името на издателство „Мапрекон“ идва от абревиатурата: „МАлое ПРЕдприятие КОНтур“, което е името на холдинга, който включва самото издателство „Мапрекон“, редакцията на списание „Контур“ и книжарницата.
През 1990 г., в самото начало на дейността на издателството, книгите на „Мапрекон“ са публикувани под егидата на издателството на Ростовския държавен университет, тъй като в този момент държавната лицензия на „Мапрекон“ за издателска дейност е била в процес на издаване. През осемте години на своето съществуване, от 1991 до 1998 г., издателството публикува над един милион и двеста хиляди екземпляра книги и 106 заглавия.
След финансовата криза в Русия през 1998 г. издателство „Мапрекон“ и списание „Контур“ престават да съществуват, всички сметки на „Мапрекон“ в Ростовсоцбанк „изгарят“ заедно с банката и по-нататъшната дейност на издателството става невъзможна.